# Bolmia
Die Bolmia ist eine schwedische motorbetriebene Seilfähre, die die Insel Bolmsö in Kronobergs län (Straße 518) mit Sunnaryd in Jönköpings län (Straße 555) verbindet.

## Bolmsöleden
Die Bolmsöleden genannte Verbindung zur Insel besteht seit 1872. Nachdem die Fährverbindung bis 1927 mit Ruderkähnen bedient wurde, wurde ab diesem Jahr die erste motorgetriebene Fähre eingesetzt. Die ab 1950 verkehrende größere Motorfähre wurde 1969 durch die Bolmia abgelöst.

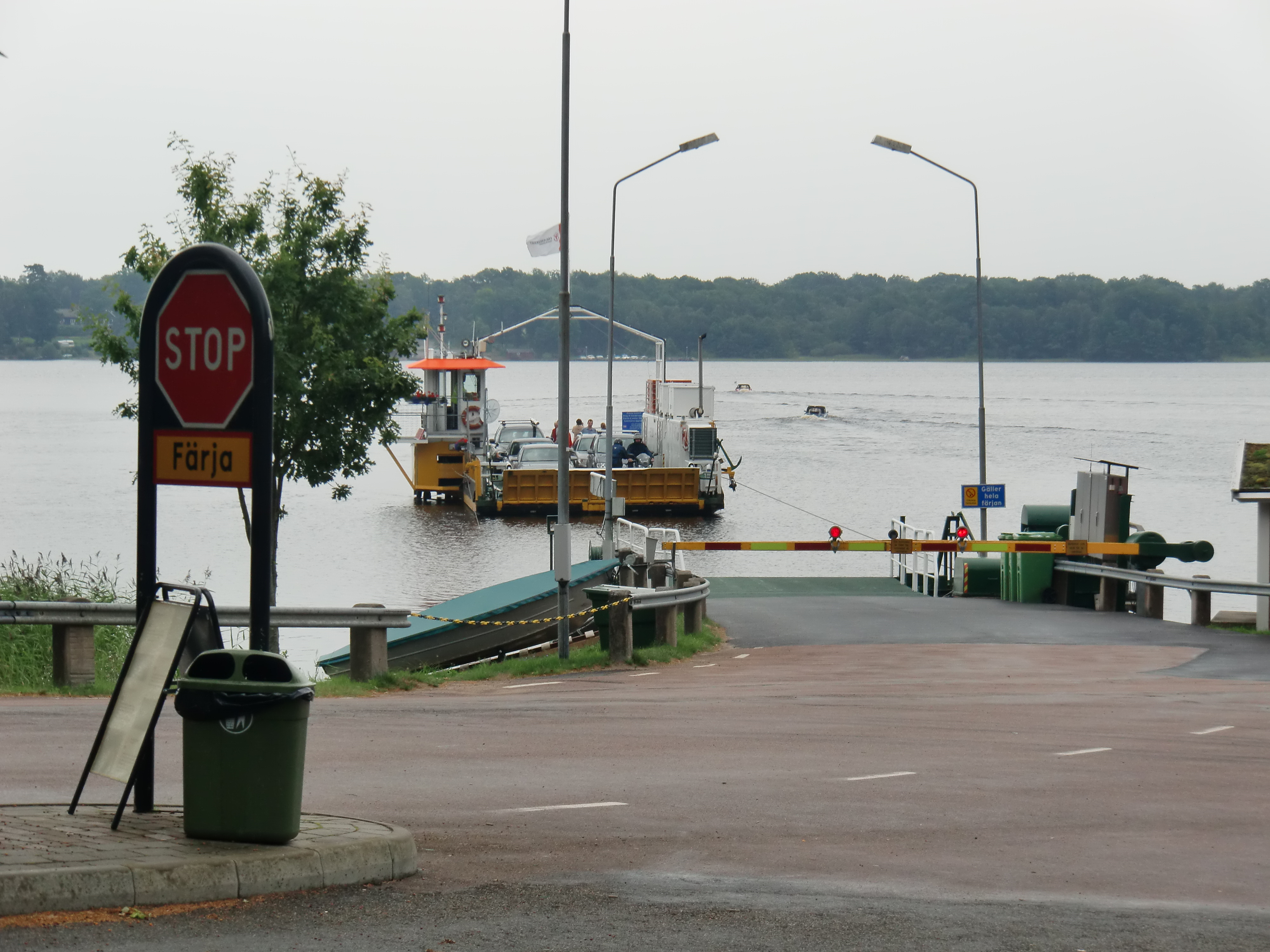
Die längste Seilfähre Schwedens

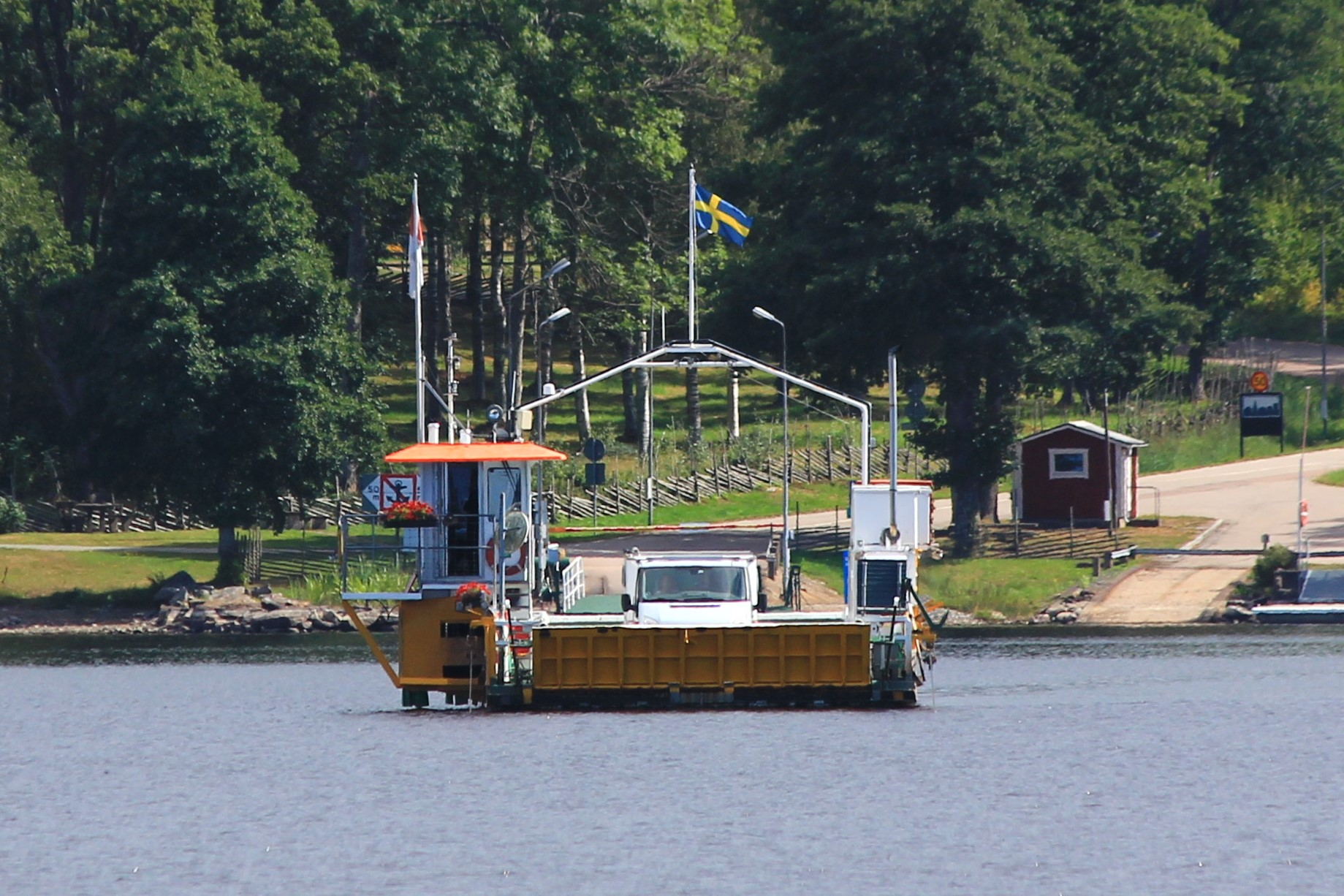
Die Bolmia zwischen Bolmsö und Sunnaryd, August 2022

Die Fährverbindung ist 1060 m lang. Die Überfahrt über den See Bolmen dauert zehn Minuten und erfolgt zu den meisten Zeiten nur nach Bedarf oder Anforderung. Das Schiff liegt normalerweise in Sunnaryd. Bei der Verbindung handelt es sich um die längste Seilfähre Schwedens.
Die Bolmia wurde 1969 mit der internen Nummer 62/285 von der Straßenverkehrsbehörde Vägverket in Stockholm in Betrieb genommen. Die Montage des Schiffes erfolgte nach Vorfertigung der Teile direkt am Einsatzort.
1992 wurde die Fähre von der Färjerederiet Vägverket übernommen und erhielt dabei den Namen Bolmia. 2010 wurde die Reederei durch die Integration von Vägverket in Trafikverket in Trafikverket Färjerederiet umbenannt.